# Free (álbum de Cody Simpson)
Free é o terceiro álbum de estúdio do artista musical australiano Cody Simpson, lançado em 10 de julho de 2015 através da Coast House Records/Banana Beat Records. O lançamento do álbum foi precedido pelo lançamento dos singles "New Problems" e "Flower". Simpsonintitulou o disco de Free depois de ter decidido que ele queria fazer música de seu jeito, sem a pressão de outras fontes. Ele disse: "Estou realmente excitado em relação à Free porquê é meu primeiro projeto independente. O primeiro que tive 100% do controle criativo. Tem um pouco de bagunça aqui e ali, mas isso que o torna único." Esse é o primeiro lançamento independente de Simpson depois de ter deixado a Atlantic Records.

## Lista de faixas
| N.º | Título                                                          | Duração |  |
| 1.  | "Free"                                                          | 4:53    |  |
| 2.  | "Driftwood"                                                     | 3:43    |  |
| 3.  | "New Problems"                                                  | 3:42    |  |
| 4.  | "Flower"                                                        | 3:00    |  |
| 5.  | "Thotful"                                                       | 4:09    |  |
| 6.  | "I'm Your Friend"                                               | 3:38    |  |
| 7.  | "It Don't Matter" (com a participação de Donavon Frankenreiter) | 2:59    |  |
| 8.  | "ABC"                                                           | 3:06    |  |
| 9.  | "Livin' Easy"                                                   | 3:27    |  |
| 10. | "Wilderness"                                                    | 2:31    |  |
| 11. | "Palm of Your Hand"                                             | 2:46    |  |
| 12. | "Love Yourself" (com a participação de G. Love)                 | 4:25    |  |
| 13. | "Happy Lil' Hippie"                                             | 3:29    |  |
| 14. | "Still Smiling"                                                 | 3:16    |  |

## Desempenho nas tabelas musicais

### Posições
| Tabela musical (2015)            | Melhor posição |
| -------------------------------- | -------------- |
| Austrália (ARIA)                 | 74             |
| Bélgica (Ultratop Flandres)      | 82             |
| Canadá (Billboard)               | 23             |
| Estados Unidos (Billboard 200)   | 128            |
| Estados Unidos (Top Folk Albums) | 4              |
| Estados Unidos (Top Rock Albums) | 16             |
| Países Baixos (Dutch Charts)     | 81             |